# 돌아이 4 - 둔버기
"돌아이 4 - 둔버기"(Dol-Ai 4: Dunebuggy)는 한국에서 제작된 방규식 감독의 1988년 액션, 드라마 영화이다. 최재성 등이 주연으로 출연하였고 방규식 등이 제작에 참여하였으며 둔버기 카를 도입한 액션 시퀀스와 한국 영화에서 처음 시도한 돌비 서라운드 녹음으로 화제를 모았으나  무술(합기도 당랑권)을 배운 1~3편 주인공 전영록의 부드럽고 날렵한 액션과 달리 최재성의  그냥 '터프'한 이미지에만 치중했다는 혹평을 받아 흥행에 실패했다.

## 출연

### 주연
- 최재성 : 황석아
- 우미나 : 강미

### 조연
- 이희성 : 섭
- 강태기

## 기타
- 제작실장: 임종락
- 제작부장: 김종석
- 조명: 강상용
- 스틸: 박희재
- 조연출: 김혁
- 음향: 박순덕
- 녹음: 김병일
- 녹음: 이재웅
- 녹음: 김병수
- 미술: 김유준
- 특수효과: 김철석
- 스타일리스트: 박준
- 소품: 김호길
- 안무: 김호민

1. ↑  김양삼 (1988년 7월 5일). “영화立體(입체)음향「돌비」機材(기재) 국내첫선”. 경향신문. 2025년 6월 21일에 확인함.
2. ↑  “全永祿(전영록)「돌아이3」도 주연 출연료 3천만원으로 껑충”. 경향신문. 1987년 4월 9일. 2025년 6월 21일에 확인함.